# Ван Жэньчжун
Ван Жэньчжу́н (кит. упр. 王任重; январь 1917,  Цзинсянь, провинция Хэбэй, Китайская Республика — 16 марта 1992, Пекин, КНР) — китайский партийный и государственный деятель, заведующий отделом пропаганды ЦК КПК (1980—1982).

## Биография
Родился в крестьянской семье. В ноябре 1933 г. вступил в ряды Коммунистической партии Китая. С 1938 г. он занимал должности заместителя заведующего отдела КПК района Шаньси — Хэбэй — Шаньдун — Хэнань. заведующим отделом пропаганды и агитации провинции Южный Хэбэй. После 1945 г. становится первым секретарем регионального комитета КПК провинции Южный Хэбэй.
- 1949—1954 гг. — заместитель председателя Народного правительства провинции Хубэй,
- 1954 г. — первый секретарь комитета КПК провинции Хубэй, был активен в годы Большого скачка. Первоначально входил в состав Группы по делам «культурной революции», однако уже во второй половине 1967 г. в результате внутрипартийной борьбы был арестован и приговорён к восьмилетнему тюремному заключению. Позже был реабилитирован.
- 1978 г. — второй секретарь комитета КПК провинции Шаньси
- 1978—1980 гг — заместитель председателя Госсовета КНР, председатель Национального комитета по сельскому хозяйству, Государственного финансового и экономического комитета,
- 1980—1982 гг. — заведующий отделом пропаганды ЦК КПК
- 1983—1988 гг. — заместитель председателя Всекитайского собрания народных представителей и председатель комитета ВСНП по финансам.

С апреля 1988 г. — заместитель председателя Всекитайского комитета НПКСК. Был убежденным сторонником энергетического проекта Три ущелья.